# Élections municipales de 2008 à Nantes
Pour un article plus général, voir Élections municipales de 2008 en Loire-Atlantique.
Les élections municipales ont lieu les 9 et 16 mars 2008 à Nantes.

## Mode de scrutin
Le mode de scrutin à Nantes est celui des villes de plus de 1 000 habitants : la liste arrivée en tête obtient la moitié des 65 sièges du conseil municipal. Le reste est réparti à la proportionnelle entre toutes les listes ayant obtenu au moins 5 % des suffrages exprimés. Un deuxième tour est organisé si aucune liste n'atteint la majorité absolue et au moins 25 % des inscrits au premier tour. Seules les listes ayant obtenu aux moins 10 % des suffrages exprimés peuvent s'y présenter. Les listes ayant obtenu au moins 5 % des suffrages exprimés peuvent fusionner avec une liste présente au second tour.

## Candidats
| Liste | Liste                 | Partis                | Tête de liste     | Ordre |
| ----- | --------------------- | --------------------- | ----------------- | ----- |
|       | Nantes à gauche toute | LCR                   | Thierry Fourage   | 1     |
|       | Culture(s) à Nantes   | DVG                   | Pierre Combarnous | 2     |
|       | Nantes et plus        | PS-PCF-LV-UDB-MRC-ALT | Jean-Marc Ayrault | 3     |
|       | Nantes démocratie     | PT                    | Jean-Pierre Breus | 4     |
|       | Nantes démocrate 2008 | MoDem-Cap21           | Benoît Blineau    | 5     |
|       | Ensemble pour Nantes  | UMP-LGM-PRV-FRS       | Sophie Jozan      | 6     |
|       | Lutte ouvrière        | LO                    | Hélène Defrance   | 7     |

## Résultats
- Maire sortant : Jean-Marc Ayrault (PS)
- 65 sièges à pourvoir au conseil municipal (population légale 1999 : 270 343 habitants)

|                          |                     |                            |              |              |        |        |  |  |  |
| Tête de liste            | Tête de liste       | Liste                      | Premier tour | Premier tour | Sièges | Sièges |  |  |  |
| Tête de liste            | Tête de liste       | Liste                      | Voix         | %            | CM     |        |  |  |  |
|                          | Jean-Marc Ayrault * | PS-PCF-LV-UDB-MRC-ALT (UG) | 55 333       | 55,71        | 53     |        |  |  |  |
| Nantes et plus           |                     |                            | 55 333       | 55,71        | 53     |        |  |  |  |
|                          | Sophie Jozan        | UMP-LGM-PRV-FRS (UD)       | 29 698       | 29,90        | 10     |        |  |  |  |
| Ensemble pour Nantes     |                     |                            | 29 698       | 29,90        | 10     |        |  |  |  |
|                          | Benoît Blineau      | MoDem-Cap21                | 6 433        | 6,48         | 2      |        |  |  |  |
| Nantes démocrate 2008    |                     |                            | 6 433        | 6,48         | 2      |        |  |  |  |
|                          | Thierry Fourage     | LCR                        | 3 710        | 3,74         | 0      |        |  |  |  |
| Nantes à gauche toute    |                     |                            | 3 710        | 3,74         | 0      |        |  |  |  |
|                          | Pierre Combarnous   | DVG                        | 1 789        | 1,80         | 0      |        |  |  |  |
| Culture(s) à Nantes      |                     |                            | 1 789        | 1,80         | 0      |        |  |  |  |
|                          | Hélène Defrance     | LO                         | 1 471        | 1,48         | 0      |        |  |  |  |
| Liste Lutte ouvrière     |                     |                            | 1 471        | 1,48         | 0      |        |  |  |  |
|                          | Jean-Pierre Breus   | PT                         | 890          | 0,90         | 0      |        |  |  |  |
| Nantes démocratie        |                     |                            | 890          | 0,90         | 0      |        |  |  |  |
|                          |                     |                            |              |              |        |        |  |  |  |
| Inscrits                 | Inscrits            | Inscrits                   | 183 511      | 100,00       |        |        |  |  |  |
| Abstentions              | Abstentions         | Abstentions                | 82 334       | 44,87        |        |        |  |  |  |
| Votants                  | Votants             | Votants                    | 101 177      | 55,13        |        |        |  |  |  |
| Blancs ou nuls           | Blancs ou nuls      | Blancs ou nuls             | 1 853        | 1,83         |        |        |  |  |  |
| Exprimés                 | Exprimés            | Exprimés                   | 99 324       | 98,17        |        |        |  |  |  |
| * Liste du maire sortant |                     |                            |              |              |        |        |  |  |  |